# Ughedzor
Ughedzor är en ort i Armenien.   Den ligger i provinsen Vajots Dzor, i den sydöstra delen av landet, 110 kilometer sydost om huvudstaden Jerevan. Ughedzor ligger 2 056 meter över havet och antalet invånare är 133.
Terrängen runt Ughedzor är kuperad åt sydost, men åt nordväst är den bergig. Runt Ughedzor är det ganska glesbefolkat, med 42 invånare per kvadratkilometer.. Närmaste större samhälle är Vayk', 18,2 kilometer väster om Ughedzor. 
Trakten runt Ughedzor består i huvudsak av gräsmarker.